# Heilbronner Falken
Heilbronner Falken (wym. MAF: [haɪ̯lˌbʁɔnɐ ˈfalkn̩], posłuchajⓘ) – niemiecki klub hokejowy z siedzibą w Heilbronn.
Do 2013 występował w 2. Bundeslidze, a od 2013 w DEL2.

## Dotychczasowe nazwy
- REV Heilbronn (1980–1986)
- Heilbronner EC (1986–2003)
- Heilbronner Falken (od 2003)

## Sukcesy
- Mistrzostwo Niemiec Południowych: 1994, 1996, 1998, 2005
- Mistrzostwo Oberligi: 2007
- Awans do 2. Bundesligi: 1987, 2007